# До населення Малоросії
Звернення генерала Денікіна до населення Малоросії (назви при виданні : «Звернення головнокомандувача до населення Малоросії», «До населення Малоросії», «Населення Малоросії» та ін.) — історичний документ, який представляв собою меморандум, декларацію, маніфест, яким позначалася політична програма Білого руху на Півдні Росії та принципи його національної політики щодо території та населення України.
Підписано генералом Антоном Денікіним як головнокомандувачем Збройними силами Півдня Росії (АРСУР), складено за участю публіциста Василя Шульгіна, професора історії Павла Новгородцева, завідувача кафедри народної освіти І.Малініна та інших громадських діячів 25 (12) серпня 1919 р. в Таганрозі. Опубліковано повсюдно у білогвардійській пресі міст Півдня Росії у серпні — вересні 1919 року.

## Історія створення

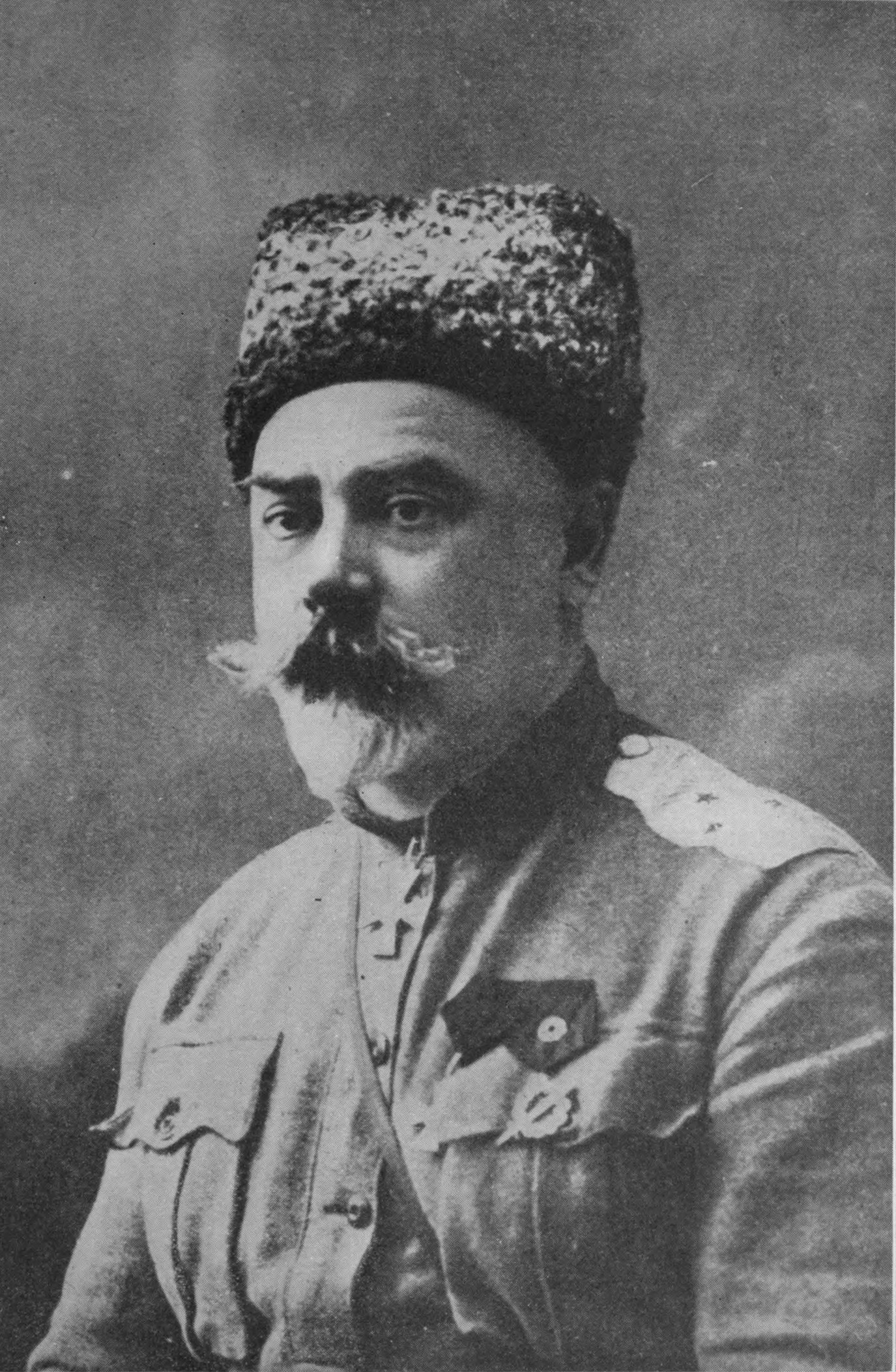
Антон Денікін

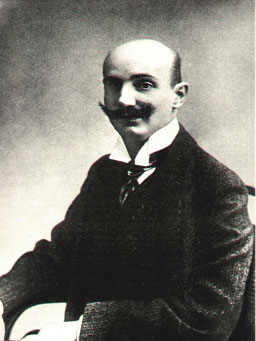
Василь Шульгін

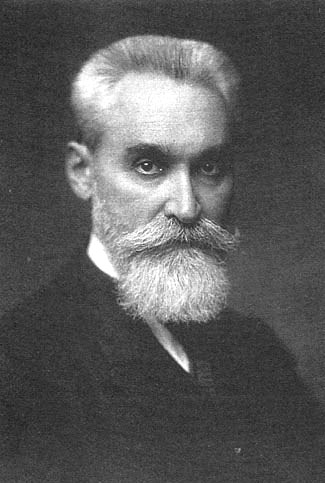
Павло Новгородцев

Напередодні вступу добровольчих військ до Києва наприкінці серпня 1919 року голова управління Особливої наради кадет І. Малінін, який виконував також функції начальника Відділу народної освіти в уряді білих, а також колишній професор та відомий юрист Павло Новгородцев отримали доручення Денікіна скласти політичне звернення Головнокомандувача ВРЮР до населення зайнятих білими територій в Україні.
Документ був підготовлений у місці розташування ставки головнокомандувача в Таганрозі 12 (25) серпня 1919 року, а потім був опублікований в періодичній пресі на підконтрольній білій території Півдня Росії. Так, у Харкові звернення «До населення Малоросії» було опубліковано 14 (27) серпня 1919 року, зокрема, в газеті «Новая Россія»; у Києві — 21 серпня (3 вересня) 1919 року в газеті «Кіевлянинъ», через три дні після взяття Києва Добровольчою армією та ін.
Як пише українсько-американський історик Ганна Процик, звернення адресувалося передусім простим селянським масам, а також аполітичним, консервативним дрібним землевласникам, які, на думку білих, були вірні культурним традиціям та мові, але нібито не симпатизували боротьбі українського руху за незалежність. Білі сподівалися, на думку дослідника, що обмежені культурні права, обіцяні у зверненні, викличуть довіру селян та забезпечать підтримку землевласників.
Російський історик, кандидат історичних наук З. Пученков писав, що представники добровольчої адміністрації знаходили «Звернення» «надзвичайно вдалим і за формою, і за змістом». Історик наводить приклад, що член Особливої Наради В. О. Степанов у розмові з кореспондентом однієї з білих газет стверджував, що «українське питання» цілком вичерпується декларацією генерала А. І. Денікіна".

## Зміст
Головною метою Добровольчої армії в «Зверненні» було визначено відновлення єдиної та неподільної Росії, яке називалося обов'язковою умовою відновлення незалежності країни, нормального функціонування та повноцінного розвитку її економіки. До Києва, як так званої «матері міст руських», наближаються війська білих з метою повернути «втрачену єдність» російського народу. Вороги Росії, як пояснювалося в документі, прагнуть послабити країну і тому підтримують рух, який ставить за мету відокремлення від Росії дев'яти її південних губерній та об'єднання їх в «Українську державу». Прагнення відокремити «малоросійську гілку російського народу», як повідомлялося у зверненні, не залишено і сьогодні. Як основний ворог, що веде «злу справу створення самостійної Української держави», називався Симон Петлюра. Цей рух називався зрадницьким. У «Зверненні» йшлося про німецьке походження «українства». При цьому давалося застереження, що весь цей «зрадницький рух» має бути чітко відокремлений від місцевих зусиль, що надихаються любов'ю до рідного краю, його самобутності та його місцевої народної мови. Російська мова оголошувалась документом державною, що має використовуватися у всіх урядових установах та державних шкільних закладах. Водночас «для всіх бажаючих» гарантувалося використання місцевої малоросійської мови у приватних школах, установах місцевого самоврядування та місцевих судах. Оголошувалася також «свобода малоросійської преси». У «Зверненні» було наголошено, що на користь місцевого населення вже здійснюється децентралізація місцевого самоврядування.

## Історичні оцінки
Історик Анна Процик (Anna Procyk) звертає увагу на факт, що попри те, що в момент публікації меморандуму Денікіна Київ був зайнятий Червоною армією, у зверненні цьому практично не приділяється уваги, вся ж риторика документа спрямована проти Симона Петлюри та армії УНР. Також документ було опубліковано невдовзі після зустрічі у Києві білих військ генерала М. Е. Бредова та  військ УГА генерала А. Кравса, наслідки якої відомі в українській історіографії як «Київська катастрофа». Тим самим дослідником робиться висновок, що влітку 1919 саме сили УНР, а не більшовики становили найбільшу загрозу для однієї з головних цілей білих — єдиної і неподільної Росії.
Харківські історики Валерій Семененко та Людмила Радченко на підставі тексту звернення Денікіна зі словами про звинувачення Симона Петлюри у продовженні своєї «злої справи створення самостійної Української держави» та боротьби проти «відродження Єдиної Росії» роблять висновок, що внаслідок таких дій для антиденікінського руху в Україні існували соціальні та національні передумови.
Радянський художник, пропагандист і карикатурист Борис Єфімов охарактеризував звернення Денікіна до населення Малоросії як «пихато-загрозливе».
Томський дослідник І. Наумова вважає, що «Зверненням» виявилася сформована національна політика білих та визначено «розмір культурного самовизначення» населення України в умовах війни, при цьому А. І. Денікін вважав, що у мирний час це питання могло бути вирішено по-іншому.
Історик А. З. Пученков пише, що «Звернення» було складено в дусі поглядів Василя Шульгіна на українське питання. Шульгін та його прихильники відігравали провідну роль у втіленні в життя національної політики в галузі українського питання. Українська газета — наводить інформацію історик — з гіркотою помічала: «Денікін за допомогою Шульгіна (…) знищив українські школи, українські суди, закони, все, все»